# Kurtka

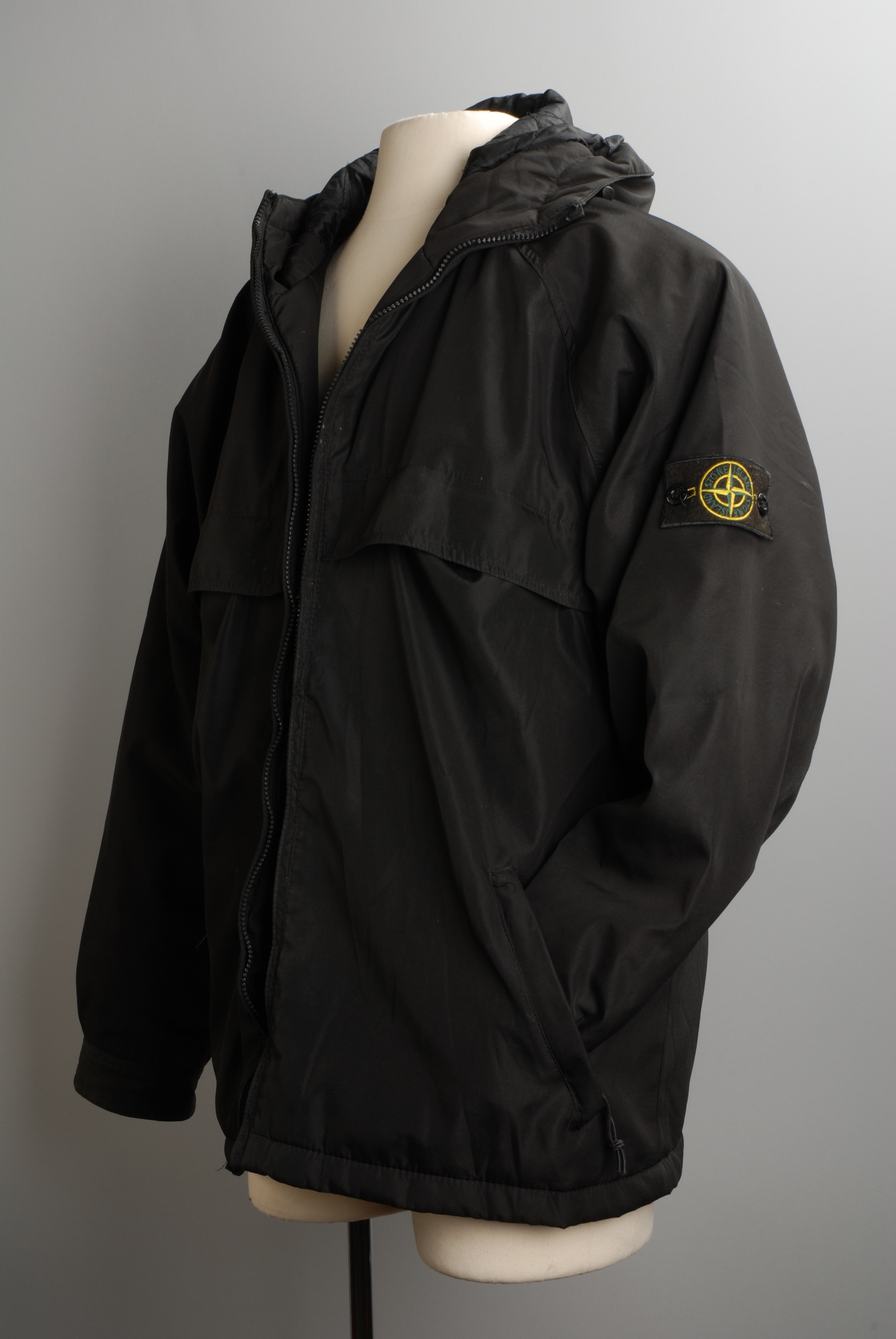
Kurtka

Kurtka – rodzaj krótkiego płaszcza sięgającego zazwyczaj w okolice bioder. Odzież zróżnicowana w formie w zależności od epoki i panującej mody. Współczesne kurtki szyte są zazwyczaj w materiałów chroniących przed warunkami atmosferycznymi i wyposażane w kieszenie (choć nie jest to regułą). Popularny element codziennego ubioru, uniformów oraz odzieży ochronnej

## Etymologia
Słowo „kurtka” wywodzi się od łacińskiego słowa curtus oznaczającego „krótki”. Za pośrednictwem łaciny trafiła do języka polskiego „kurtka” oraz węgierskiego „kurta”. Nowsze badania wywodzą ów termin z sarmackiego wyrazu kurta, który przeszedł do języków słowiańskich.

## Rodzaje
Możemy wyróżnić m.in.:

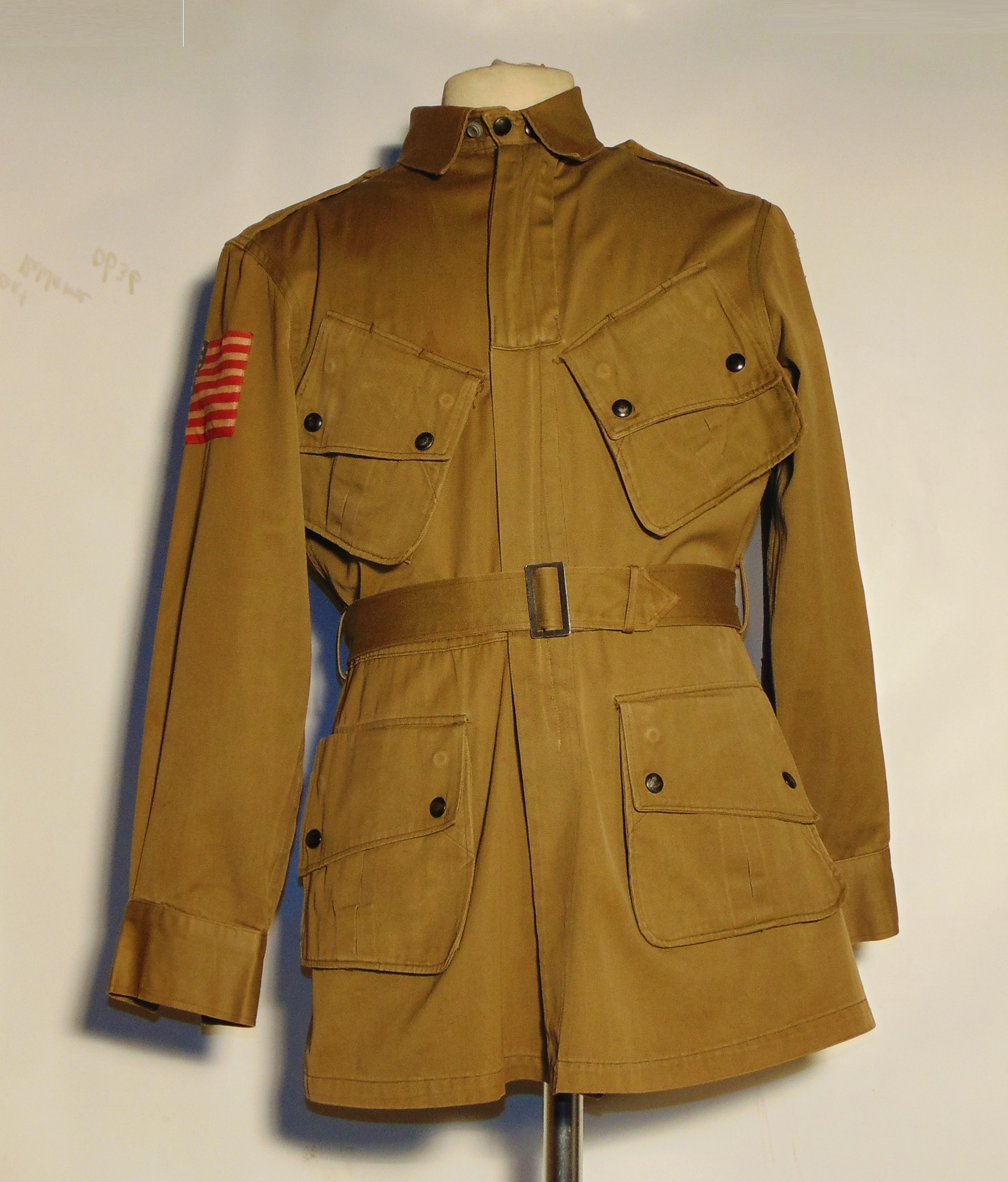
Kurtka wojskowa

- Kurtki pikowane – lekkie i proste, ze specyficznym pikowaniem w kształcie kwadratów.
- Kurtki militarne – stanowiła element wojskowy. Jej najpopularniejszy model to M-65
- Kurtki woskowane – kurtka wykorzystywana na polowaniach i spacerach; posiada woskową powłokę, zapewniającą nieprzemakalność
- Parka – kurtka zimowa, lub wiosenna. Posiada duży kaptur. Sięga poniżej linii pośladków.
- Krótka kurtka ze ściągaczami – krótka, posiadająca ściągacze przy rękawach i na dole. Ma dwie skośne kieszenie.
- Kurtka dżinsowa – model kultowy i ponadczasowy, wykonana z dżinsu.
- Kamizelka ocieplana – kurtka pozbawiona rękawów

## W Polsce

### Historia

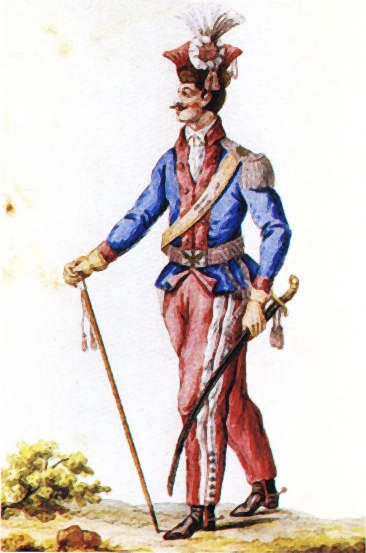
Towarzysz 1 Wielkopolskiej Brygady Kawalerii Narodowej, mundur z kurtką według ordynansu z 1790

Historia kurtek rozpoczęła się w Polsce w XVII wieku. Swoje korzenie kurtka ma w staropolskim żupanie i kontuszu. Ich skrócone formy zaczęto nazywać kurtą. Jeden z pisarzy z czasów Zygmunta III zanotował:
„Nastały w Polszcze stroje tak podkasałe, iż się zdało, jakoby w wodzie miarę brano i od krótkości te sukienki nazwano kurtkami”.
Noszenie kurtek rozpowszechniło się w drugiej połowie XVIII wieku i ma związek ze zmianą krojów mundurów Rzeczypospolitej Obojga Narodów. Kurtki uszyte według „kroju polskiego” po raz pierwszy weszły w użycie rozkazem Departamentu Wojskowego z dnia 3 lutego 1777 roku zwalczającym zbytek i wprowadzającym jednolite umundurowanie w Wojsku Polskim. Rozkaz ten nakazywał polskim żołnierzom podczas służby umiar i powściągliwość w stroju, a także nie uleganie modom francuskim, niemieckim, węgierskim i szwedzkim.

... (Niech) głowę polskim zwyczajem ogolą i przebiorą się po polsku, tj. w służbie kurtki i szarawarów używać będą”
Zgodnie z rozkazem kurtki całkowicie wymieniły tradycyjne długie kontusze w kawalerii narodowego autoramentu oraz ujednoliciły ich wygląd. Regulamin wojskowy datowany na marzec 1791 szczegółowo opisuje krój kurtek przeznaczonych dla Kawalerii Narodowej oraz pułków straży przedniej:

„Kurtka krojem dawniej przepisanym, z naramiennikami sukiennymi (dla szeregowych), dla kawaleryi narodowej i przedniej straży Byszewskiego, Lubomirskiego i Karwickiego w kolorze granatowym, a dla pułków obu buław w kolorze zielonym robiona być ma z wyłogami w kolorach, z guzikami i na nich będącymi numerami takowymi, jakich dotąd brygady i pułki używały. Klapy tak mają być dogodnie robione, iżby, zapinając kurtkę latem na haftki tylko, gdy się ją zimą zapina na guziki, jedna na drugą zachodząc, całe piersi osłaniały a pod gardłem u góry tak były wycięte, iżby zapięte na guziki i nieco brzucha dołem zajmując, gładko jedna na drugiej leżały”.
Kurtka zwana popularnie „ułanką” stała się później obok czapki charakterystycznym elementem ubioru polskich kawalerzystów z jednostek ułańskich. Po rozbiorach polscy ułani walczyli w wielu armiach ówczesnej Europy i rozpowszechnili noszenie kurtek i czapek na zachodzie Europy do tego stopnia, że w wielu językach europejskich funkcjonują polskie nazwy „kurtka” i „czapka” na określenie tych części ubioru.